# Хентиаменти
Хентиаменти (егип. Ḫntj-jmntjw) — это божественное имя или титул, присваиваемый богам Древнего Египта. Имя Хентиаменти означает «владыка запада» в котором слово «Запад» имеет прямое отношение к земле мёртвых. Также именем Хентиаменти называли Анубиса и Осириса.
В честь этого божества построен одноимённый храм в Абидосе. Основание храма Хентиаменти относится к периоду Раннего царства. Это период правления I и II династий фараонов. Имя божества также присутствует на печатях некрополей Дена и Каа фараонов I династии, где оно обнаружено впервые.
В период Древнего царства Хентиаменти ассоциировался с Осирисом, Инпу (Анубис) и Упуаутом. На сегодняшний день остаётся неясным, было ли имя Хентиаменти именем или титулом отдельно взятого божества, или оно всегда было эпитетом более известных сегодня богов.